# Against All Odds
Against All Odds er et pay-per-view-show inden for wrestling produceret af Total Nonstop Action Wrestling (TNA). Det er ét af organisationens månedlige shows og er blevet afholdt i februar siden 2005. 

## Resultater

### 2010
Against All Odds 2010 fandt sted d. 14. februar 2010 fra TNA Impact! Zone i Orlando, Florida. Under showet fandt en 8 Card Stud-turnering sted, der skulle afgøre topudfordreren til VM-titlen.
- D'Angelo Dinero besejrede Desmond Wolfe (med Chelsea)	i første runde af 8 Card Stud-turneringen
- Matt Morgan besejrede Hernandez i første runde af 8 Card Stud-turneringen
- Mr. Anderson besejrede Kurt Angle i første runde af 8 Card Stud-turneringen
- Abyss besejrede Mick Foley i første runde af 8 Card Stud-turneringen
- Nasty Boys (Brian Knobbs og Jerry Sags) besejrede Team 3D (Brother Ray og Brother Devon)
  - Under kampen kom manager Jimmy Hart til ringen for at hjælpe Nasty Boys. Det var Jimmy Harts debut i TNA.
- D'Angelo Dinero besejrede Matt Morgan	i semifinalen af 8 Card Stud-turneringen
- Mr. Anderson besejrede Abyss i semifinalen af 8 Card Stud-turneringen
- TNA World Heavyweight Championship: A.J. Styles (med Ric Flair) besejrede Samoa Joe
  - Eric Bischoff var dommer i kampen.
- D'Angelo Dinero besejrede Mr. Anderson i finalen af 8 Card Stud-turneringen
  - D'Angelo Dinero fik sig dermed muligheden for en VM-titelkamp mod A.J. Styles.

### 2011
Against All Odds 2011 fandt sted d. 13. februar 2011 fra TNA Impact! Zone i Orlando, Florida. 
- Robbie E (med Cookie) besejrede Max Buck og Jeremy Buck via countout
- TNA X Division Championship: Kazarian besejrede Robbie E (med Cookie)
- Beer Money, Inc. (James Storm og Robert Roode) og Scott Steiner besejrede Immortal (Rob Terry, Gunner og Murphy) i en six-man tag team match
- Samoa Joe besejrede D'Angelo Dinero
- TNA Women's Knockout Championship: Madison Rayne besejrede Mickie James i en last knockout standing match
- Rob Van Dam besejrede Matt Hardy
- Bully Ray besejrede Brother Devon i en street fight
- Jeff Jarrett besejrede Kurt Angle
- TNA World Heavyweight Championship: Jeff Hardy besejrede Mr. Anderson
  - Jeff Hardy vandt dermed sin femte VM-titel i karrieren og TNA-titlen for anden gang.

| Sport | Spire Denne artikel om sport er en spire som bør udbygges. Du er velkommen til at hjælpe Wikipedia ved at udvide den. |